# Samuel Latham Mitchill

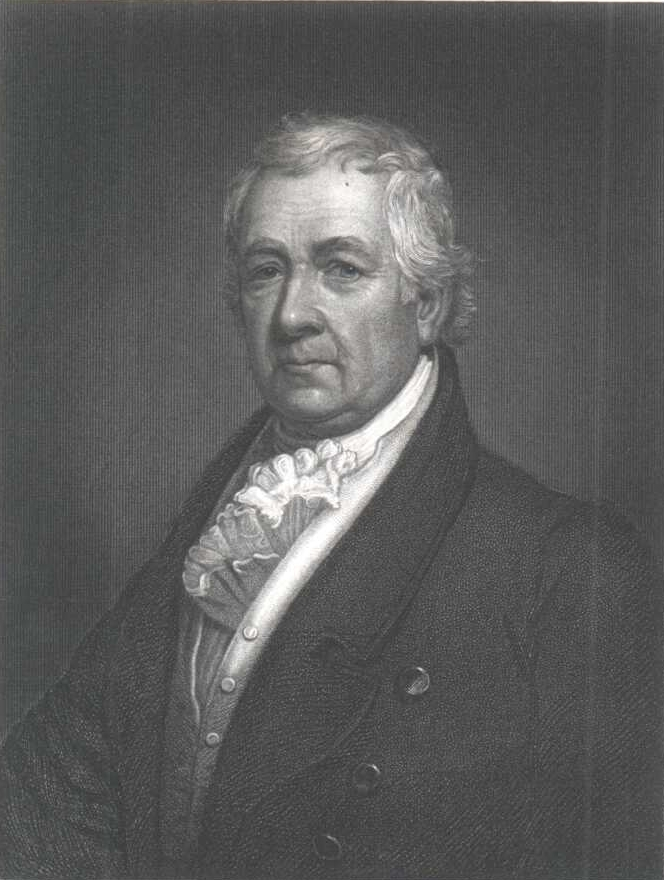
Samuel Latham Mitchill

Samuel Latham Mitchill (* 20. August 1764 in Hempstead, Provinz New York; † 7. September 1831 in New York City) war ein US-amerikanischer Physiker, Naturforscher und Politiker.

## Leben
1786 schloss Mitchill sein Studium an der Universität Edinburgh ab. Er arbeitete 1791 und 1798 in der New York State Assembly. 1792 bis 1801 lehrte er Chemie, Botanik und Naturgeschichte am Columbia College. 1793 wurde er in die Royal Society of Edinburgh und 1797 in die American Academy of Arts and Sciences gewählt.
1801 wurde er als Abgeordneter der Demokratisch-Republikanischen Partei in das Repräsentantenhaus der Vereinigten Staaten gewählt. Er blieb dort bis zu seiner Amtsniederlegung am 22. November 1804. Einen Tag später, am 23. November 1804, wurde er in den Senat der Vereinigten Staaten gewählt, um den Sitz des ausgetretenen John Armstrong, Jr. zu übernehmen. Dies tat er bis zum 3. März 1809. Danach wurde er erneut vom 4. Dezember 1810 bis zum 3. März 1813 in das Repräsentantenhaus gewählt.
Mitchill war Autor des Buches The Fishes of New-York, das 1815 erschien. Er ist der Erstbeschreiber zahlreicher Arten, wie beispielsweise des Glasaugenbarsches oder des Amerikanischen Flussbarsches.
Samuel Latham Mitchill lehrte von 1808 bis 1820 am heute zur Columbia University gehörenden New York College of Physicians and Surgeons Chemie und Naturwissenschaft, bis 1826 unterrichtete er dann Botanik und Medizinwissenschaft. Er gründete 1817 „The Lyceum of Natural History in the City of New York“, ab 1831 New York Academy of Sciences. Mitchill war einer der Mitbegründer der kurzlebigen Rutgers Medical School in New Jersey und dort von 1826 bis 1830 Vizepräsident.
In den ersten Jahren des 19. Jahrhunderts wurde nach einem neuen Namen für die „Vereinigten Staaten von Amerika“ gesucht, da dieser zu lang, ungenau und unpoetisch war. Neben ernstzunehmenden Vorschlägen wie Columbia schlug Mitchill den Namen Fredonia, abgeleitet aus den Wörtern freedom (Freiheit) mit einer lateinischen Endung, vor. Dieser Name wurde aber nie ernstlich als Kandidat in Erwägung gezogen, zahlreiche Städte und Dörfer, wie z. B. Fredonia, New York, wurden aber danach benannt.